# 289 هـ
289 هـ هي سنة في التقويم الهجري امتدت مقابلةً في التقويم الميلادي بين سنتي 901 و902.

## أحداث
- تولي علي المكتفي بالله بن أحمد المعتضد بالله الخلافة وانتقاله من الرقة إلى بغداد.

## مواليد
- أبو بكر الأبهري

## وفيات
- أحمد المعتضد بالله
- إبراهيم بن أحمد بن محمد بن الأغلب
- الحسين بن محمد القباني
- يحيى بن عمر بن يوسف الكناني